# Fahrradmonteur
Der Fahrradmonteur ist in Deutschland ein staatlich anerkannter Ausbildungsberuf nach Berufsbildungsgesetz und Handwerksordnung.

## Ausbildungsdauer und Struktur
Die Ausbildungsdauer zum Fahrradmonteur beträgt in der Regel zwei Jahre. Die Ausbildung erfolgt an den Lernorten Betrieb und Berufsschule.

## Arbeitsgebiete
Fahrradmonteure arbeiten im Zweiradhandel oder im Zweiradhandwerk. Sie stellen Fahrräder aus Einzelteilen her, montieren und demontieren Bauteile, Baugruppen und Systeme an Fahrrädern. Sie halten Fahrräder instand und führen Wartungsarbeiten durch. Fahrradmonteure beraten Kunden und bringen Zubehörteile an.

## Fortsetzung der Ausbildung
Ein Auszubildender, der seine Ausbildung als Fahrradmonteur erfolgreich abgeschlossen hat, kann seine Ausbildung im dreieinhalbjährigen Ausbildungsberuf Zweiradmechatroniker der Fachrichtung Fahrradtechnik fortsetzen. Die bereits erzielten Leistungen in der Abschlussprüfung können dabei als Teil 1 der  gestreckten Abschlussprüfung angerechnet werden.